# Приступ усмерен на клијента
Приступ усмерен на клијента је систем организације социјалних или других услуга у коме је клијент активни учесник. Променом односа социјалног радника и корисника, клијент се активно укључује у решавање проблема и његово превазилажење. Приступ усмерен на клијента развијен је у посебним облицима терапије под називом „недирективно саветовање”.